# 吉松安弘
吉松 安弘（よしまつ やすひろ、1933年11月24日 - ）は日本の映画監督、脚本家。元帝京大学教授。専門は表象文化、比較民俗学。

## 来歴
1933年に東京都で生まれる。1957年に東京大学教育学部を卒業後、東宝撮影所に助監督として入社する。黒澤明などのもとで下積みをした後、1973年に東宝を映画監督として契約し退社した。そして、映画『さえてるやつら』を発表し監督デビューする。1976年には文化庁芸術家在外研修員としてニューヨーク大学などに留学した。また、脚本家、ノンフィクション作家としても著作を発表する。後に帝京大学短期大学情報ビジネス学科教授として教育・研究に従事し、日本映画監督協会理事などを歴任した。

## 著書

### 単行本
- 『やさしい天使たち』PHP研究所、1979年
- 『東條英機暗殺の夏』新潮社、1984年/1989年（文庫版）
- 『バグダッド憂囚』新潮社、1989年/PHP研究所、2003年
- 『旧制高等学校生の青春彷徨』彩流社、2012年

### 論文
- 国立情報学研究所収録論文 国立情報学研究所.2010-05-09閲覧。

## 映像作品

### 助手
- 1961年 - 『用心棒』（監督：黒澤明、出演：三船敏郎、仲代達矢、司葉子、山田五十鈴、配給：東宝・黒澤プロ）
- 1969年 - 『弾痕』（監督：森谷司郎、出演：加山雄三、太地喜和子、配給：東宝）
- 1970年 - 『日本一のヤクザ男』（監督：古澤憲吾、出演：植木等、司葉子、沢田研二、藤田まこと、配給：東宝・渡辺プロ）

### 助監督
- 1970年 - 『学園祭の夜』（監督：堀川弘道、出演：鳥居恵子、立花直樹、配給：東宝）
- 1971年 - 『恋人って呼ばせて』（監督：渡辺邦彦、出演：吉澤京子、夏八木勲、配給：東宝）
- 1971年 - 『若大将対青大将』（監督：岩内克己、出演：加山雄三、田中邦衛、酒井和歌子、配給：東宝）

### 監督
- 1973年 - 『さえてるやつら』（出演：三ツ木清隆、小倉一郎、松本留美、市毛良枝、配給：東宝・新星映画）
- 1975年 - 『陽のあたる坂道』（出演：三浦友和、檀ふみ、池部良、浅田美代子、配給：東宝映画）
- 1979年 - 『神様なぜ愛にも国境があるの』（出演：国広富之、キャロル・リクソン、配給：東宝映画）

### ドラマ
- 1984年 - 『東條英機暗殺』（監督・脚本：吉松安弘、監修：松本清張、放送局：ANB・ANN）